# TV 아즈테카
TV 아즈테카(스페인어: Televisión Azteca, TV Azteca)는 멕시코의 방송이다. 멕시코시티에 본사를 두고 있다.

## 역사
TV 아즈테카의 전신은 국영 방송이었던 이메비시온(Imevisión)으로, 1972년 라디오센트로가 소유하던, 멕시코시티의 XHDF-TV(아즈테카 우노)국을 국영 SOMEX가 인수해 국유화된 것이 효시이다. 그해 멕시코 정부는 멕시코 전국을 아우르는 저출력 중계소들을 세워 멕시코 시골 텔레비전(Televisión Rural Mexicana, TRM)을 출범시켰다. 이후 1981년 멕시코 시골 텔레비전은 멕시코 공화국 텔레비전(Televisión de la República Mexicana)으로 이름을 바꾸었고, 1982년 멕시코시티 최초의 UHF TV국 XHTRM(채널 22)을 개국했다.
이후 1983년 3월 23일 멕시코 정부는 매스미디어를 담당할 국영기업 세 곳을 만드는데, 텔레비전을 담당하는 곳이 IMT(Instituto Mexicano de la Televisión)였다. 이때 국영 XHDF와 XHTRM, 그리고 이들의 전국망을 IMT에 합쳤다. 또, XHTRM은 XEIMT로 개명했다.
1985년 5월 15일에는 새 방송국 XHIMT(아즈테카 7)를 개국했고, 이전 TRM 방송망을 XHDF와 XHIMT 중심의 네트워크로 재편했다.
1990년 12월 멕시코 정부는 이메비시온에서 13번을 유지하고, 7번과 22번을 분리하는 계획을 발표했다. 이때 7번과 22번이 XHDF국을 중계하기 시작했다. 그러다가 22번은 문화예술채널 프로젝트에 채택돼 1991년 말 이메비시온에서 이탈, 송출을 잠시 중단했다가 1993년 6월 23일 국립문화예술기관(Conaculta)에 의해 방송이 재개되었다.
1993년 4월, 13번(XHDF)과 7번(XHIMT)은 TV 아즈테카라는 이름을 쓰기 시작했고, 그해 7월 18일 살리나스 그룹이 7번과 13번 인수자로 최종 결정됐으며, 그해 8월 2일 민영화가 완료되었다. 이후 10월 15일부터 7번과 13번이 분리돼 방송하기 시작했다.
이후 1998년 XHTVM-TV를 사들였다.
현재 TV 아즈테카는 텔레비사 다음으로 큰 매스미디어 기업으로 성장했다.

## 운영 채널

### 지상파 네트워크
- Azteca Uno : 2017년까지 Azteca 13으로 방송하다가 2018년에 지금의 이름으로 개명. 2016년 가상채널을 13번에서 1번으로 변경.
- Azteca 7
- adn40
- a+ : Azteca 7의 부채널 7.2에서 방송하는 지역 채널.

## 같이 보기
- 텔레비사